# Сеутский порт
Сеутский порт (исп. Puerto de Ceuta) — морской порт в городе Сеута.
Сеутский порт — пассажирский и грузовой порт, расположенный на перешейке полуострова Альмина в Сеутской бухте Гибралтарского пролива, окружённый побережьем Северного Марокко. В 2017 году его грузооборот составил 2,5 млн тонн, пассажирооборот - 1,7 млн человек. Большая часть грузовых перевозок осуществляется методом ро-ро.
В 1860 году было предложено построить порт на месте пристаней. Работы начались в 1864 году, длились десятилетия, и в 1902 году их планировка претерпела серьёзные изменения. В 1904 году   был  утверждён новый проект, но строительство началось лишь в 1909 году. В начале 1930-х гг работы были почти завершены, но окончательно порт был сдан в 1942 году.
Сеутский порт достиг пика своей активности во времена испанского протектората в Марокко, поскольку обслуживал внутренние районы, но после обретения Марокко независимости в 1956 году пришёл в упадок. Современная деятельность порта сосредоточена на доставку продовольствия на местный рынок и паромном сообщении с портами на Пиренейском полуострове. Порт играет роль центра предоставления логистических и промышленных услуг. Также, несмотря на закрытую для массовых перевозок границу с Марокко, Сеутский порт  играет роль в ввозе продукции в Марокко посредством скрытой контрабанды неофициальными «носильщиками», пересекающими границу с личным багажом.

## Галерея

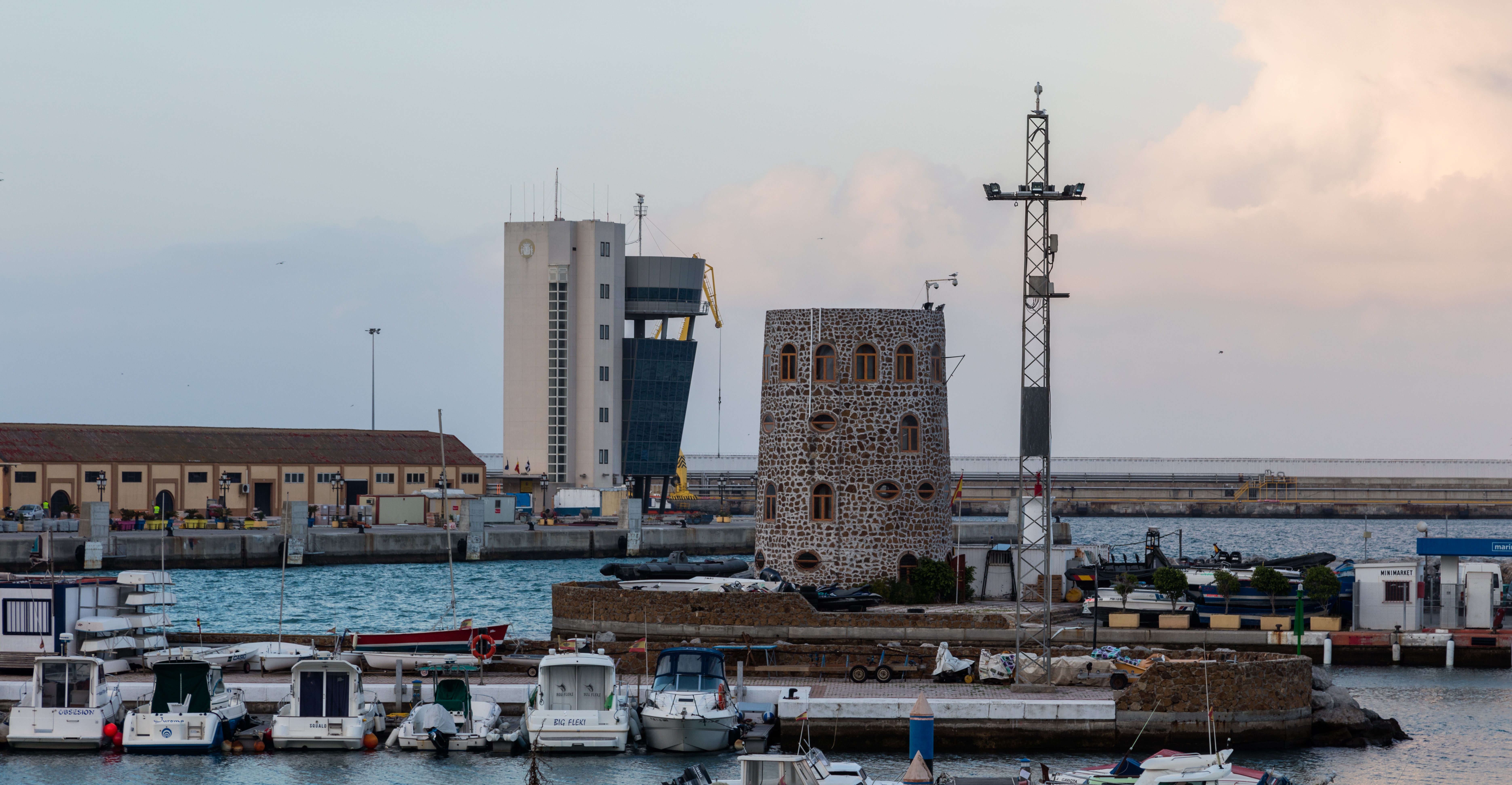
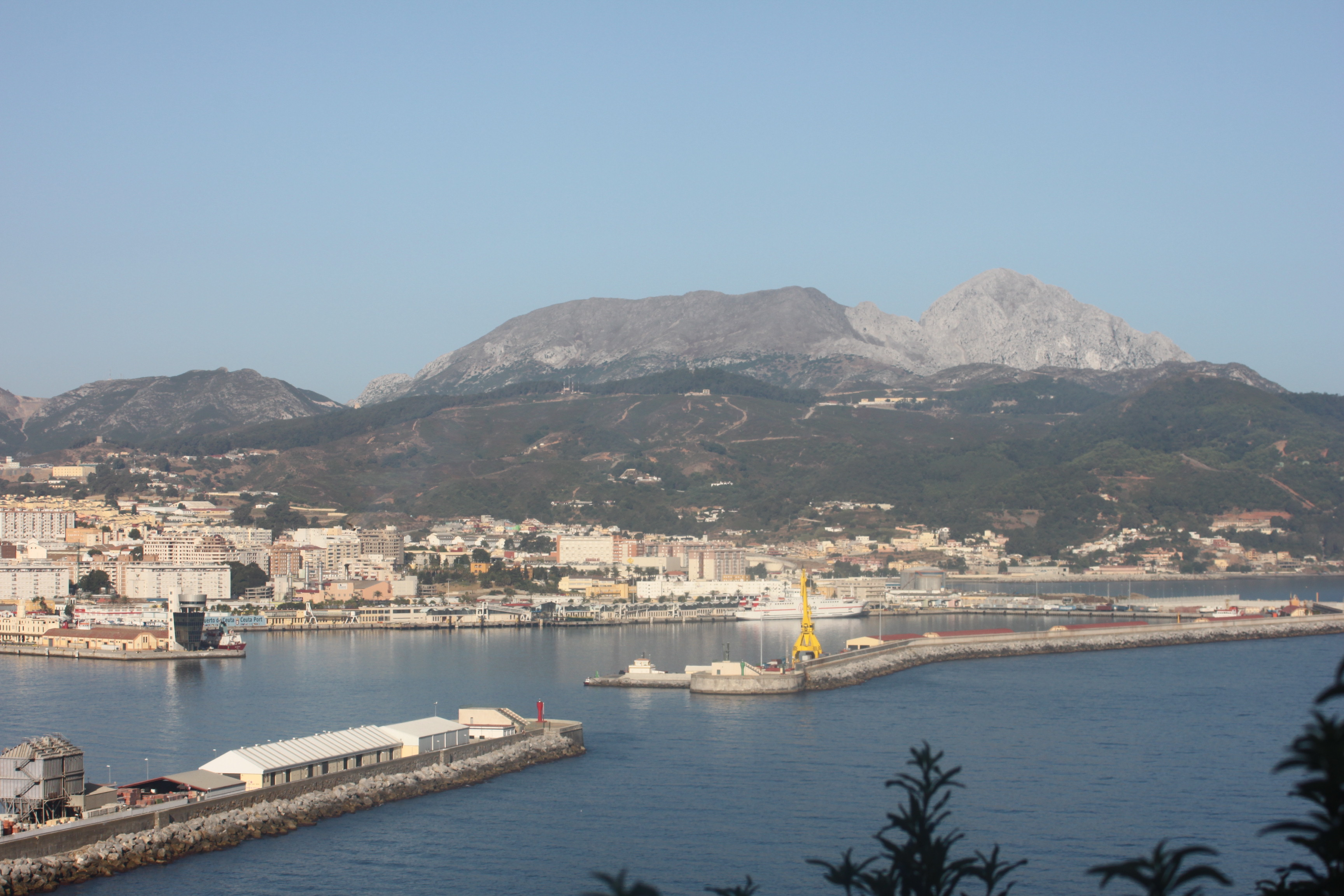
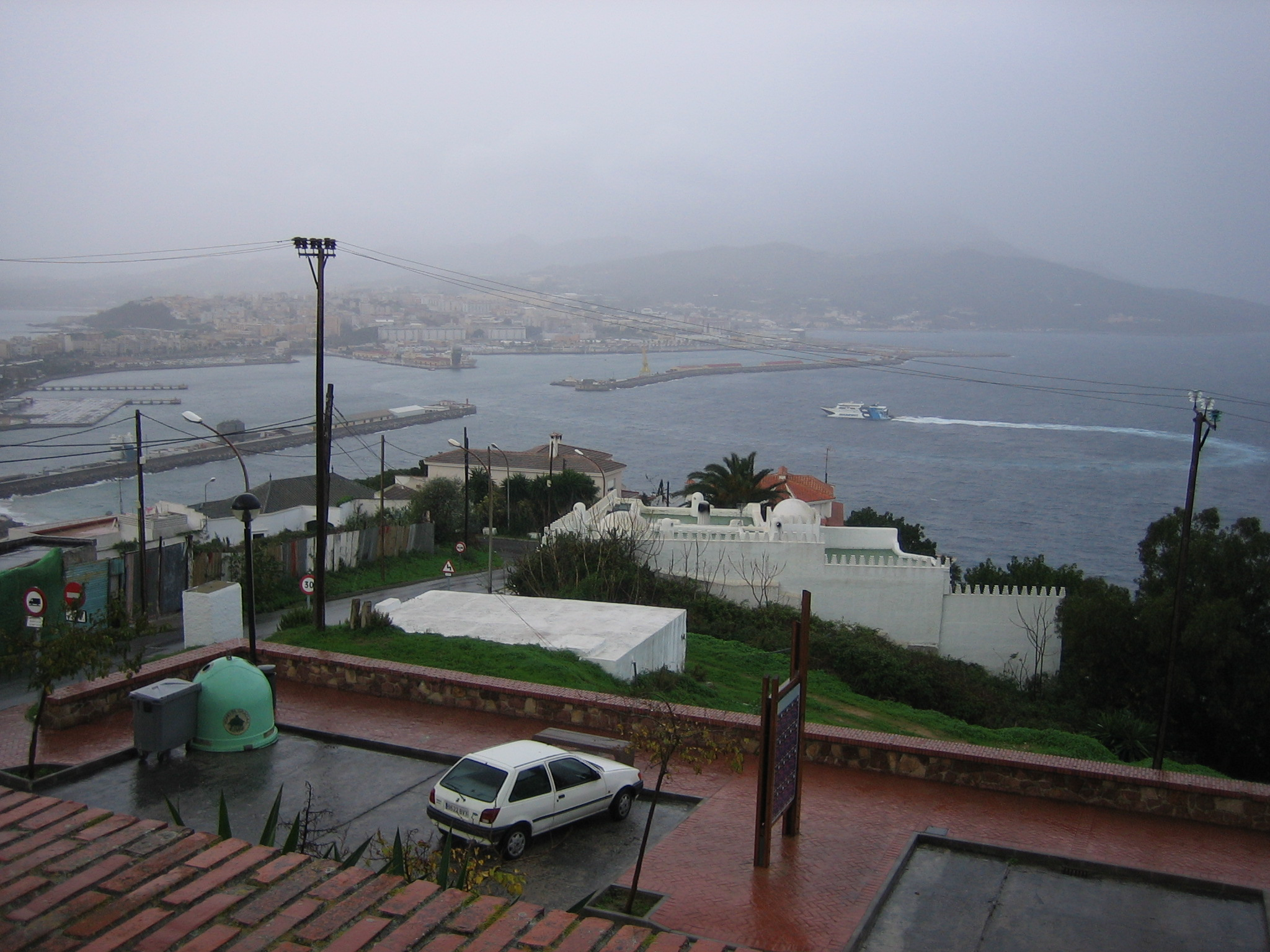
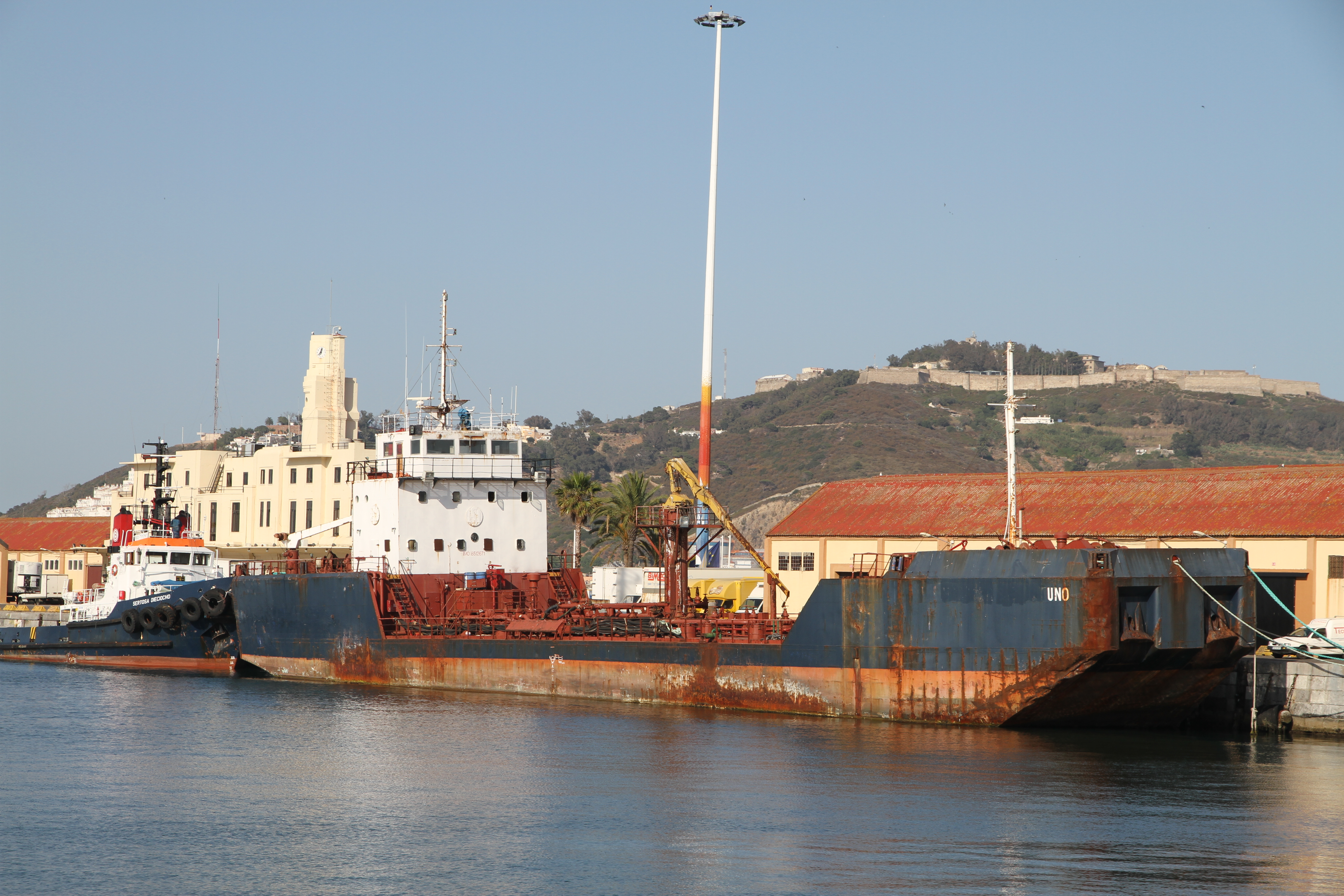